# Greta Zetterholm
Greta Zetterholm, född 7 april 1919 i Göteborgs domkyrkoförsamling, Göteborg, död 27 december 2006 i Brösarp-Tranås församling, Skåne län, var en svensk målare.
Hon var dotter till läkaren August Benckert och Astrid Thora Ellida Fock och från 1942 gift med Torbjörn Zetterholm. Hon studerade vid Tekniska skolan 1938–1942 och vid Ollers och Otte Skölds målarskolor 1940–1942 samt privat för William Nording och bedrev självstudier under resor till Italien. Tillsammans med sin man ställde hon ut i Hälleforsnäs 1952 och hon medverkade i samlingsutställningar arrangerade av Sveriges allmänna konstförening samt Sörmlandssalongerna i Eskilstuna, Nyköping och Katrineholm. Hennes konst består av konventionella oljemålningar med motiv från Öland och Mellansverige där hon försöker fånga en miljö som försvinner. Zetterholm är representerad vid Nyköpings läns landsting och Mellösa kommunhus.